# Walford (Shropshire)
Walford – wieś w Anglii, w hrabstwie Shropshire. Leży 10 km na północny zachód od miasta Shrewsbury i 233 km na północny zachód od Londynu.